# Nikon Z 30
Die Z 30 ist eine spiegellose Systemkamera des japanischen Herstellers Nikon mit Z-Bajonett, die im Juni 2022 angekündigt wurde.

## Technische Merkmale
Die Kamera hat einen Bildsensor in der von Nikon als DX-Format bezeichneten Größe von 23,5 × 15,7 mm. Die maximale Bildgröße beträgt 5568 × 3712 Pixel. Wie die vorherigen Schwestermodelle übernimmt die Z 30 viele technische Daten der Z 50 und Z fc.
Sie ist die neunte Kamera von Nikon mit dem Z-Bajonett und kann bis zu elf Fotos pro Sekunde aufnehmen. Auf eine Bildstabilisierung am Bildsensor wurde verzichtet. Die Z 30 verfügt im Gegensatz zu den Schwestermodellen Z 50 und Z fc über einen etwas kleineren 3,0 Zoll großen, neigbaren und zusätzlich drehbaren Touchscreen. Ebenfalls wurde der Elektronische Sucher entfernt.

## Vlogging
Mit der Z 30 versucht Nikon explizit die Zielgruppe der Vlogger anzusprechen. Mit dem zu den Schwestermodellen abweichenden zusätzlich drehbaren Touchscreen, können im „Selfie Modus“ Videos aufgenommen werden.
Das im April 2023 vorgestellte Motorische-Zoomobjektiv-Objektiv NIKKOR Z DX 12-28mm f/3.5-5.6 PZ VR richtet sich mit der Power-Zoom-Funktion ebenfalls an diese Zielgruppe, da per Fernbedienung oder einhändig gezoomt werden kann.
Die Videofunktionen sind in einer Auflösung bis 4K/UHD mit 30 fps, die Zeitlupensequenzen bis 120 fps in Full HD möglich.